# Нечай, Анатолий Иванович
Анатолий Иванович Нечай (1927—2011) — советский учёный-медик, хирург, организатор здравоохранения и медицинской науки, доктор медицинских наук (1970), профессор (1972), полковник медицинской службы. Почётный профессор ВМА имени С. М. Кирова. Лауреат Государственной премии СССР (1987).

## Биография
Родился 5 июля 1927 года в городе Полтава в семье врача Красной армии. 
С 1944 по 1949 годы проходил обучение в Военно-медицинской академии имени С. М. Кирова, ученик академика В. Н. Шамова. С 1949 по 1953 годы служил на офицерских военно-медицинских должностях в воинских частях Противовоздушной обороны СССР.
С 1953 года начал свою научно-педагогическую деятельность в Военно-медицинской академии имени С. М. Кирова: с 1953 по 1977 годы — адъюнкт, преподаватель, старший преподаватель и заместитель начальника кафедры факультетской хирургии. С 1977 по 1988 годы — начальник кафедры факультетской хирургии Военно-медицинской академии имени С. М. Кирова, с 1988 по 2011 годы — профессор этой кафедры. 
В 1953 году А. И. Нечай защитил диссертацию на соискание учёной степени кандидата медицинских наук по теме «Динамика лейкоцитарной реакции и её практическое значение при операциях на центральной нервной системе», в 1970 году — диссертацию на соискание учёной степени доктора медицинских наук по теме «Результаты хирургического лечения хронического холецистита и так называемый постхолецистэктомический синдром». В 1972 году А. И. Нечаю было присвоено учёное звание профессора, позже был удостоен звания почётного профессора ВМА имени С. М. Кирова.
Основная научно-педагогическая деятельность А. И. Нечая была связана с вопросами в области эндокринологии, онкологии, гепатопанкреатобилиарной хирургии и хирургической гастроэнтерологии. А. И. Нечай являлся автором двадцати патентов и свидетельств на изобретения, более трёхсот научных трудов, в том числе двенадцати монографий, им было подготовлено девятнадцать кандидатских и шесть докторских диссертаций.
Помимо основной деятельности А. И. Нечай являлся почётным членом Пироговского общества и Ассоциации хирургов и гепатологов России, членом Экспертного совета Высшей аттестационной комиссии, членом Правления Хирургического общества СССР и Российской Федерации, членом Научно-практического общества онкологов СССР и Российской Федерации, членом Совета старейшин Учёного совета ВМА имени С. М. Кирова.
В 1987 году Постановлением ЦК КПСС и Совета Министров СССР «за разработку и внедрение в клиническую практику новых методов хирургического лечения язвенной болезни» Анатолий Иванович Нечай был удостоен Государственной премии СССР в области науки и техники.
Скончался 23 марта 2011 года в Санкт-Петербурге, похоронен на Богословском кладбище.

## Основные труды
- Постхолецистэктомический синдром и повторные операции на желчных путях / В. М. Ситенко, А. И. Нечай. - Ленинград : Медицина. Ленингр. отд-ние, 1972 г. — 240 с.
- Рак желудка : Лекция для курсантов и слушателей фак. подгот. врачей / А. И. Нечай. - Л.: 1983 г. — 24 с.
- Организация хирургической помощи в войсковом звене медицинской службы в мирное время : Учеб. пособие для слушателей фак. подгот. врачей / А. И. Нечай, К. В. Новиков. - Л.: ВМА, 1985 г. — 48 с.
- Неоперативное удаление камней из желчных протоков при их наружном дренировании / А. И. Нечай, В. В. Стукалов, А. М. Жук. - Л. : Медицина : Ленингр. отд-ние, 1987 г. — 157 с.
- Наставникам, хранившим юность нашу: О профессорах и преподавателях Воен.-мед. акад. после возвращения ее из Самарканда в Ленинград (1944—1949) / А. И. Нечай, Е. Ф. Селиванов; Воен.-мед. акад. - СПб. : ВМедА, 1999 г. — 101 с.

## Награды и премии
- Орден Красной Звезды
- Серебряная медаль ВДНХ (1986 — «за разработку хирургического плазменного аппарата»)

### Премия
- Государственной премии СССР в области науки и техники (1987[4])